# Bhimsen Thapa
Bhimsen Thapa (en nepalí: भीमसेन थापा; Gorkha, Nepal, agosto de 1775-Katmandú, 5 de agosto de 1839) fue el primer ministro de Nepal desde 1806 hasta 1837.
Bhimsen empezó su carrera sirviendo como guardaespaldas y secretario personal al rey Rana Bahadur Shah. Cuando el rey abdicó a favor de su hijo y se exilió, Bhimsen le acompañó en todo momento ayudándole a volver a poder en 1804. En agradecimiento, Rana Bahadur le nombró Kaji (equivalente a ministro) en el nuevo gobierno que había formado.
Cuando el rey Rana Bahadur fue asesinado por su hermanastro en 1806, Bhimsen participó en la masacre de 93 personas después de lo cual reclamo su título de Mukhtiyar (primer ministro).

## Primeros años

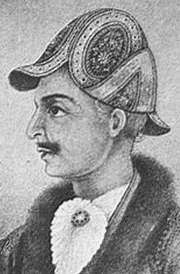
Bhimshen Thapa

Bhimsen Thapa nació en agosto de 1775 en la aldea de Pipalthok de Borlang en el distrito de Gorkha. Sus padres eran Amar Singh Thapa y Satyarupa Maya. Sus antepasados eran miembros del clan Bagale Thapa de Jumla (distrito de Jumla) que emigraron hacia el este. Su abuelo, Bir Bhadra Thapa, era un cortesano del ejército de Prithvi Narayan Shah.
No se sabe con seguridad cuándo se casó pero tuvo tres esposas con las que tuvo tres hijas y un hijo que murió a una edad temprana. Debido a que no tenía hijo varón adoptó a Sher Jung Thapa, hijo de su hermano Nain Singh.
En 1798, su padre lo llevó a Katmandú y lo enroló como guardaespaldas del rey. Allí residió en Thapathali (que en nepalí significa ‘el lugar de los Thapa’) y más tarde vivió en Bagh Durbar cerca de Tundikhel como ministro.

## Ascenso al poder (1798 – 1804)

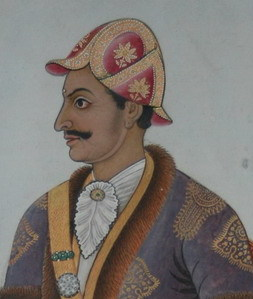
Bhimsen Thapa of Nepal

Bhimsen Thapa fue el guardaespaldas y consejero del rey Rana Bahadur hasta la muerte de este en 1806.
Rana Bahadur abdicó a favor del hijo que tuvo con su esposa Kantavati cuando este no había cumplido todavía dos años, dejando a un infante en el trono. Esto hizo que su segunda esposa asumiese la regencia mientras Rana Bahadur estaba exiliado con Kantavati. Pero cuando esta murió al poco él quiso regresar a Katmandú y retomar el poder aunque no se lo permitieron y tuvo que exiliarse a Varanasi.
Desde allí junto con Bhimsen Thapa empezó a luchar por regresar a Nepal y retomar el poder así como vengarse de todos los que le habían obligado a exiliarse. Cuando finalmente pudieron regresar a Katmandú, tomó medidas contra quien había intentado mantenerlo apartado del poder así como premiar a quienes le habían ayudado regresar. Fue entonces cuando nombró a Bhimsen Thapa primer ministro de su gobierno.

## La masacre de Bhandarkhal en 1806

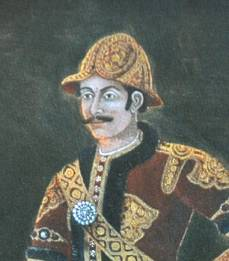

El poder de Bhimsen al lado de Rana Bahadur fue incrementándose a la vez que dejaban de lado al hermanastro, Bahadur Shah, y su grupo.
En la noche del 25 de abril de 1806, durante una reunión en la casa de Tribhuvan Khawas con los cortesanos, Bahadur Shah mató con la espada a su hermano el exrey Rana Bahadur provocando con ello una masacre que duró apoximadamente dos semanas y en la que Bhimsen mató a todo aquel que no estuviese de acuerdo con él o que pudiera convertirse en un problema en el futuro. Un total de 93 personas perdieron la vida durante aquellos días.
Todas las esposas del rey Rana Bahadur excepto la última de ellas, Tripurasundari, llevaron a cabo el ritual Sati convirtiendo a esta última en la nueva regenta. Bhimsen consiguió obtener total poder de Tripurasundari siendo él quien gobernaría el país a partir de ese momento.

## La guerra anglo-nepalesa (1814 - 1816)
Antes de la guerra anglo-nepalesa, el territorio de Nepal se había extendido desde el río Sutlej en el oeste hasta el río Teesta en el este.
En 1811, Bhimsen fue nombrado general por lo que ostentó ambas posiciones (primer ministro y general).
En 1814, se inició la guerra entre Nepal y la compañía británica del este de India debido a las tensiones fronterizas y disputas de comercio. La principal razón que dio lugar a la guerra fue la disputa por la región Terai aunque la hostilidad entre ambos bandos llevaba tiempo creciendo.
Bhimsen Thapa entró en guerra contra los británicos convencido de su victoria y de que serían incapaces de adentrarse en su territorio exitosamente.
El ejército británico lanzó dos campañas ofensivas que finalizaron con la firma en 1816 del tratado de Sugauli donde se cedía alrededor de una tercera parte del territorio de Nepal a los británicos así como el derecho a establecer una residencia permanente en Katmandú.
En mayo de 1816, Edward Gardner llegó a Katmandú y se convirtió en el primer residente británico después del tratado. Bhimsen usó toda su influencia para mantener la paz con los británicos aunque no amistad.
Después de aquello, su política exterior se basó en las ideas de Prithvi Narayan Shah y mantuvo Nepal aislado de cualquier influencia extranjera. De esta manera, aunque había una residencia británica, ésta no tenía ningún contacto con Nepal. El residente solamente podía moverse por el valle de Katmandú con escolta especial.
En noviembre de 1816, el rey Girvan Yuddha murió de viruela, una de sus viudas llevó a cabo el ritual satí y la otra murió de viruela a los pocos días. Su único hijo, Rajendra Bikram Shah, con dos años de edad, subió al trono permitiendo de esta manera que la regencia continuara en manos de Tripurasundari y que Bhimsen mantuviera el poder a pesar de la derrota en la guerra contra los británicos.
Bhimsen continuó tomando todas las decisiones del país mientras la abuela del nuevo rey, la reina Tripurasundari, aprobaba todas las decisiones sin cuestionar nada y poniendo el sello real en nombre del rey Rajendra.
Para controlar a la familia real y mantenerla alejada de toda influencia externa mando a su hermano el general Ranbir Singh Thapa a palacio donde controlaba quien entraba y quien podía tener audiencia con la familia real.

## Pérdida de poder y muerte

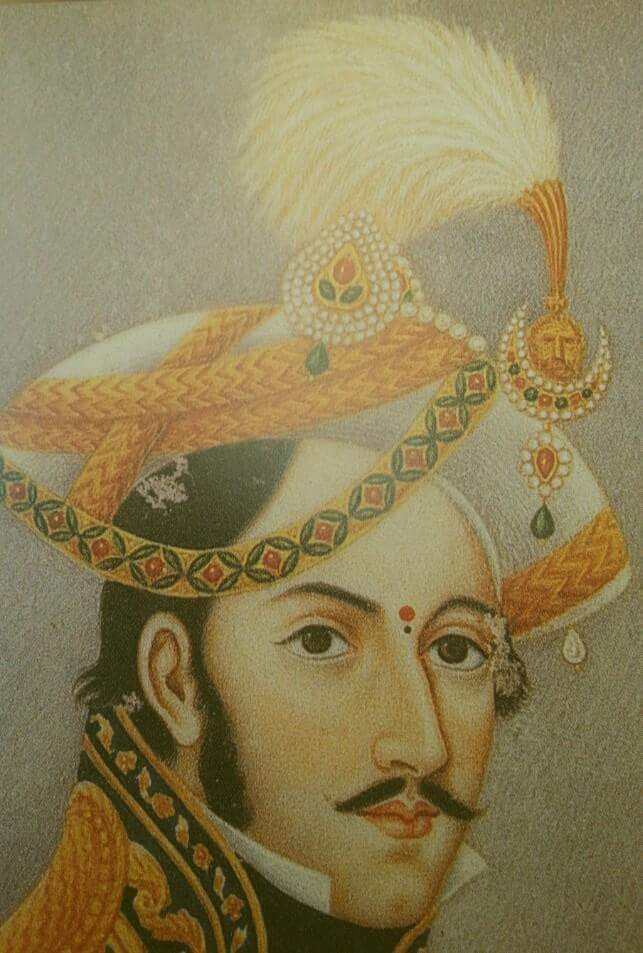
Mathabar Singh Thapa, leading member of Thapa Khalak dynasty after death of Bhimsen

Bhimsen mantuvo el poder hasta que el rey Rajendra cumplió la mayoría de edad y su abuela Tripurasundari falleciera de cólera en 1832.
En 1839 fue acusado del envenenamiento de un joven príncipe y de otros dos casos más con el fin de desprestigiar a Bhimsen y su gobierno. Se falsificaron pruebas y papeles para incriminarle que el rey creyó ciegamente a pesar de los intentos de Bhimsen por defenderse. Finalmente el rey le acusó de traidor y fue condenado a arresto domiciliario en su casa de Bagh Durbar. Toda su familia fue arrestada, se les confiscaron sus propiedades, fueron declarados parias y se les prohibió ocupar ningún cargo público durante 7 generaciones.
Intentó suicidarse cortándose el cuello con un cuchillo el 28 de julio de 1839. Al saber esto el rey ordenó que se llevasen su cuerpo inconsciente al río Bhisnumati. Finalmente falleció 9 días después. El suicidio era considerado un crimen grave así que los soldados se colocaron alrededor del cuerpo para evitar que lo cremasen siguiendo los rituales tradicionales. Su cuerpo fue devorado por los animales. Más tarde, su sobrino Mathabar Singh Thapa construyó un templo a Shiva (Bhim-Mukteshowr) en el lugar donde Bhimsen Thapa exhaló su último aliento.